# 2. Oblasna nogometna liga Karlovac 1950.
| Mj. | Klub                   | Sus. | Pobj. | Ner. | Por. | GR.   | Bod. |
| --- | ---------------------- | ---- | ----- | ---- | ---- | ----- | ---- |
| 1.  | NK Radnik Gospić       | 8    | 7     | 0    | 1    | 22:5  | 14   |
| 2.  | NK Željezničar Ogulin  | 8    | 5     | 1    | 2    | 19:11 | 11   |
| 3.  | NK Metalac Karlovac    | 8    | 3     | 1    | 4    | 14:15 | 7    |
| 4.  | NK Udarnik Perušić     | 8    | 1     | 2    | 5    | 11:17 | 4    |
| 5.  | NK Branko Latas Plaški | 8    | 2     | 0    | 6    | 10:27 | 4    |